# العلاقات التشيلية الدومينيكانية
العلاقات التشيلية الدومينيكانية هي العلاقات الثنائية التي تجمع بين تشيلي وجمهورية الدومينيكان.

## مقارنة بين البلدين
هذه مقارنة عامة ومرجعية للدولتين:
| وجه المقارنة                                              | تشيلي                         | جمهورية الدومينيكان |
| --------------------------------------------------------- | ----------------------------- | ------------------- |
| المساحة (كم2)                                             | 756.10 ألف                    | 48.67 ألف           |
| عدد السكان (نسمة)                                         | 17.37 مليون                   | 10.40 مليون         |
| الكثافة السكانية (ن./كم²)                                 | 22.97                         | 213.68              |
| العاصمة                                                   | سانتياغو                      | سانتو دومينغو       |
| اللغة الرسمية                                             | اللغة الإسبانية               | اللغة الإسبانية     |
| العملة                                                    | بيزو تشيلي، وحدة حساب تشيلية ‏ | بيزو دومنيكاني      |
| الناتج المحلي الإجمالي (بليون دولار)                      | 277.08 مليار                  | 75.93 مليار         |
| الناتج المحلي الإجمالي (تعادل القوة الشرائية) بليون دولار | 419.39 مليار                  | 149.89 مليار        |
| الناتج المحلي الإجمالي الاسمي للفرد دولار أمريكي          | 13.42 ألف                     | 6.47 ألف            |
| الناتج المحلي الإجمالي للفرد دولار أمريكي                 | 22.07 ألف                     | 13.26 ألف           |
| مؤشر التنمية البشرية                                      | 0.832                         | 0.715               |
| رمز المكالمات الدولي                                      | +56                           | +1809، +1829، +1849 |
| رمز الإنترنت                                              | .cl                           | .do                 |
| المنطقة الزمنية                                           | 00، 00، 00، 00                | 00                  |

## مدن متوأمة
في ما يلي قائمة باتفاقيات التوأمة بين مدن تشيلية ودومينيكانية:
- ترتبط سانتياغو مع سانتو دومينغو باتفاقية توأمة.

## منظمات دولية مشتركة
يشترك البلدان في عضوية مجموعة من المنظمات الدولية، منها:
| علم المنظمة | اسم المنظمة                                                          | تاريخ انضمام تشيلي | تاريخ انضمام جمهورية الدومينيكان |
| ----------- | -------------------------------------------------------------------- | ------------------ | -------------------------------- |
|             | وكالة حظر الأسلحة النووية في أمريكا اللاتينية ومنطقة البحر الكاريبي ‏ | ?                  | ?                                |
|             | المنظمة الهيدروغرافية الدولية                                        | ?                  | ?                                |
|             | الاتحاد البريدي العالمي                                              | ?                  | ?                                |
|             | يونسكو                                                               | 7 يوليو 1953       | 4 نوفمبر 1946                    |
|             | البنك الدولي للإنشاء والتعمير                                        | 31 ديسمبر 1945     | 18 سبتمبر 1961                   |
|             | منظمة التجارة العالمية                                               | ?                  | ?                                |
|             | وكالة ضمان الاستثمار متعدد الأطراف                                   | 12 أبريل 1988      | 7 مارس 1997                      |
|             | منظمة الشرطة الجنائية الدولية                                        | ?                  | ?                                |
|             | مؤسسة التمويل الدولية                                                | 15 أبريل 1957      | 31 أكتوبر 1961                   |
|             | الأمم المتحدة                                                        | 24 أكتوبر 1945     | 24 أكتوبر 1945                   |
|             | مؤسسة التنمية الدولية                                                | 30 ديسمبر 1960     | 16 نوفمبر 1962                   |
|             | منظمة حظر الأسلحة الكيميائية                                         | ?                  | ?                                |

## وصلات خارجية
- موقع وزارة الخارجية التشيلية